# Ernesto Silva
Ernesto Silva (Rio de Janeiro, 17 de setembro de 1914 – Brasília, 3 de fevereiro de 2010) foi um médico e servidor público brasileiro. Coronel do Exército Brasileiro, destacou-se como pioneiro na fundação de Brasília.

## Biografia
Silva nasceu na Vila Isabel em uma família com outros sete irmãos. Em 1933, formou-se em ciências e letras. Ingressou na carreira militar em 1936 através da Escola Veterinária do Exército. Em 1946, concluiu o curso de medicina na Escola de Medicina e Cirurgia do Rio de Janeiro. Como médico, especializou-se e atuou na pediatria. Em 1961, chegou ao posto de coronel. Serviu no Ministério da Guerra e foi ajudante de ordens do marechal José Pessoa.
De 1953 a 1955, Silva foi secretário da Comissão de Localização da Nova Capital do Brasil. Em fevereiro de 1955, publicou que a região central do Brasil era o local ideal para instalação da nova capital federal. No ano seguinte, foi designado presidente da Comissão de Planejamento da Construção e da Mudança da Capital Federal. Foi ainda o primeiro diretor da Companhia Urbanizadora da Nova Capital (Novacap). Em 1956, assinou o Edital do Concurso do Plano Piloto, vencido por Lucio Costa.
Silva foi diretor da Novacap enquanto Brasília estava no auge de sua construção. Neste período, foi incumbido pelo Departamento de Saúde e Educação. Como responsável pelo planejamento e implantação do Sistema Único de Saúde (SUS), organizou a construção do primeiro hospital distrital, mais tarde nomeado Instituto Hospital de Base. Atribuiu-se a Silva a inclusão das escolas-parque no projeto do Plano Piloto, o que ocorreu após pressionar Lucio Costa.
Silva recebeu o apelido de "Pioneiro do Antes" em virtude de sua atuação ter se iniciado antes mesmo da aprovação oficial do projeto. Ele também desempenhou funções na fundação do Rotary Clube, do Instituto Histórico e Geográfico do Distrito Federal, da Academia Brasiliense de Letras e da Aliança Francesa de Brasília.
Silva permaneceu residindo em Brasília após sua construção. De acordo com seus familiares e historiadores, a cidade se tornou sua "grande paixão". Em 2007, declarou: "Nós construímos a capital inteira de dentro do Cerrado. Sem coisa nenhuma, sem computador, sem fax, sem uma porção de coisas. É por isso que o povo e as autoridades daqui devem reconhecer a dificuldade, o sacrifício de milhares de pessoas. Então, você precisa respeitar essa cidade, preservar essa cidade, porque senão nós não temos história."
Em 1971, Silva publicou o livro História de Brasília. Posteriormente reeditado, teve duas reimpressões. Defensor do conceito do plano urbanístico de Brasília, criticou fortemente medidas que visavam à desfiguração do plano, como aumento do gabarito de prédios e acréscimos em áreas de empreendimentos comerciais.
Silva faleceu em 2010, em decorrência de disfunção múltipla dos órgãos. No mesmo ano, parte de seu acervo foi doado por sua viúva ao Arquivo Público do Distrito Federal. Em 2015, o Arquivo Público nomeou uma biblioteca e uma sala em sua homenagem. Também foi agraciado com um busto de bronze no Brasília Country Club.